# Saint-Palais (Cher)
Saint-Palais település Franciaországban, Cher megyében. Lakosainak száma 617 fő (2022. január 1.). Saint-Palais Achères, Méry-ès-Bois, Quantilly és Saint-Martin-d’Auxigny községekkel határos.

## Népesség
A település népessége az elmúlt években az alábbi módon változott:
| Lakosok száma | 536  | 587  | 602  | 631  | 631  | 630  | 619  | 611  | 615  | 617  |
|               | 1968 | 1982 | 1990 | 2006 | 2013 | 2015 | 2017 | 2019 | 2020 | 2022 |